# Винтгенс, Курт
Курт Винтгенс (нем. Kurt Wintgens; 1 августа 1894 — 25 сентября 1916) — немецкий лётчик-ас Первой мировой войны. Кавалер орденов Pour le Mérite и Железного креста 2-го класса. Первый лётчик в истории воздушной войны, сбивший самолёт противника при помощи синхронного пулемёта.

## Биография
Курт Винтгенс родился в семье военного в Нейштадте (ныне — Прудник, Польша) 1 августа 1894 года. В 1913 году вступил в ряды вооружённых сил Германии. Служил в войсках связи, в телеграфном батальоне. В 1914 году, с началом Первой мировой войны, перевёлся в военно-воздушные силы. В 1915 году поступил в лётную школу, где начал проходить обучение на только что разработанном Fokker Eindecker. Благодаря своему мастерству, Винтенгс стал одним из немногих пилотов, кому разрешалось летать в обычных очках.
В ходе боевых действий во Франции, 1 июля 1915 года, Винтгенс сбил при помощи синхронного пулемёта MG 14 Parabellum французский самолёт «Моран-Солнье L». Победа лётчику не была засчитана, так как бой проходил над территорией противника, и повреждённый самолёт приземлился в расположении французских войск. Через три дня Винтгенс сбил ещё один «Моран», но с тем же исходом. Третья победа Винтгенса от 15 июля 1915 года была подтверждена и стала первой официальной победой в истории воздушного боя, одержанной при помощи синхронного пулемёта. К августу 1915 года Винтгенс записал на свой счёт три победы, но из-за болезни выбыл из строя на длительный срок. К июню 1916 года у Винтгенса было 8 подтверждённых воздушных побед, а 24 сентября — уже 19. На следующий день Винтгенс вступил в бой в воздухе с французским лётчиком Альфредом Эрто (фр. Alfred Heurtaux), был сбит и разбился при падении.
За время службы Винтгенс был награждён Железными крестами 1-го и 2-го класса и орденом Pour le Mérite.